# Cala Benirrás
La playa Cala Benirrás (Port de Benirràs en catalán) está situada en San Juan Bautista, en la parte norte de la isla de Ibiza, en la comunidad autónoma de las Islas Baleares, España.
Es una playa bien equipada compuesta de grava y arena dorada.